# جینی و جورجا
جینی و جورجا (انگلیسی: Ginny & Georgia) یک مجموعه تلویزیون استریمینگ آمریکایی در ژانر کمدی ساختهٔ سارا لمپرت است که فصل اول در ۲۴ فوریه ۲۰۲۱ و فصل دوم در ۵ ژانویه ۲۰۲۳ و فصل سوم در ژوئن 2025 در نتفلیکس منتشر شد.

## خلاصه داستان
این سریال داستان جینی و جورجا میلر را روایت می‌کند، جینی دختر پانزده ساله‌ای است که فکر می‌کند از مادر ۳۰ ساله‌اش جورجا، بالغ‌تر است، و جورجا مادری که تصمیم می‌گیرد با دخترش جینی و پسرش آستین، در یک شهر نیوانگلند ساکن شود تا آنها زندگی بهتری نسبت به او داشته باشند و از بعضی رازها دور بمانند.

## تولید

### توسعه
در ۱۳ اوت ۲۰۱۹، اعلام شد که نتفلیکس دستور تولید برای فصل اول سریالی شامل ده قسمت را داده است. این سریال توسط سارا لمپرت به عنوان کارگردان و دبرا جی. فیشر به عنوان تهیه‌کننده ساخته شده است. از دیگر تهیه‌کنندگان اجرایی می‌توان به آنیا آدامز، جف تالر، جنی دالی، هالی هاینز و دن مارچ اشاره کرد. آدامز دو قسمت اول سریال را نیز کارگردانی کرد. لمپرت این فیلمنامه را در حین کار در مادیکا پروداکشنز به عنوان مدیر توسعه نوشت. فیلمنامه سپس برای محتوای انتقادی فرستاده شد و قبل از اینکه در نتفلیکس عرضه شود، با تلویزیون پویا به اشتراک گذاشته شد. در ۱۹ آوریل ۲۰۲۱، نتفلیکس سریال را برای فصل دوم تمدید کرد.

### بازیگران
در کنار اعلام اولیه سریال، گزارش شد که برایان هوی، آنتونیا جنتری، دیزل لا توراکا، جنیفر رابرتسون، فلیکس مالارد، سارا ویزگلاس، اسکات پورتر و ریموند آبلک به عنوان بازیگران ثابت سریال انتخاب شده‌اند. در ۲۰ ژانویه ۲۰۲۱، اعلام شد که میسون تمپل برای یک نقش تکرار شونده انتخاب شده است. رابرتسون، مالارد و ویزگلاس به منظور آماده شدن برای نقش‌های خود، زبان اشاره آمریکایی را یادگرفتند. در ۲۸ ژانویه ۲۰۲۲، گزارش شد که آرون اشمور برای نقشی تکرار شونده در فصل دوم به بازیگران می‌پیوندد.

### فیلمبرداری
تصویر برداری اصلی این مجموعه در ۱۴ اوت ۲۰۱۹ آغاز شد و در ۱۰ دسامبر ۲۰۱۹ به پایان رسید. فیلمبرداری در تورنتو و کوبورگ، انتاریو، کانادا انجام شد. فیلمبرداری فصل دوم در ۲۹ نوامبر ۲۰۲۱ آغاز شد و در ۲۳ آوریل ۲۰۲۲ به پایان رسید.

## اکران
فصل اول این سریال در ۲۴ فوریه ۲۰۲۱ به نمایش درآمد. فصل دوم در ۵ ژانویه ۲۰۲۳ منتشر شد.

## رسانه‌های دیگر
در ۲۶ فوریه ۲۰۲۱، نتفلیکس Ginny & Georgia: The Afterparty را منتشر کرد.